# Pseudophysocephala pubescens
Pseudophysocephala pubescens är en tvåvingeart som först beskrevs av Enrico Adelelmo Brunetti 1925.  Pseudophysocephala pubescens ingår i släktet Pseudophysocephala och familjen stekelflugor. Inga underarter finns listade i Catalogue of Life.